# Giv'at ha-Perachim
Giv'at ha-Perachim (hebrejsky: גבעת הפרחים, doslova Květinový vrch) je urbanistický soubor ve čtvrti Ne'ot Afeka Bet, která leží v severovýchodní části Tel Avivu v Izraeli. Je součástí správního obvodu Rova 2 a samosprávné jednotky Rova Cafon Mizrach.

## Geografie
Leží na severovýchodním okraji Tel Avivu, cca 3,5 kilometru od pobřeží Středozemního moře a cca 2 kilometry severně od řeky Jarkon, v nadmořské výšce okolo 40 metrů. Dopravní osou je silnice číslo 482 (ulice Pinchas Rosen), která probíhá po jeho východním okraji. Je situován do prostoru poblíž křížení ulic Pinchas Rosen a Avraham Šlonski.

## Popis čtvrti
Jde o jednotně koncipovaný areál vysokopodlažní bytové výstavby, který vyplnil dodatečně jihovýchodní roh již existující městské čtvrti Ne'ot Afeka Bet.